# Frank Mason
Frank Leo Mason III, né le 3 avril 1994 à Petersburg en Virginie, est un joueur américain de basket-ball évoluant au poste de meneur. Il joue actuellement au Limoges CSP en Betclic Élite

## Biographie
Il est sélectionné en 34e position par les Kings de Sacramento lors de la draft 2017 de la NBA.
Le 20 juillet 2019, après avoir été coupé par les Kings de Sacramento, il signe un contrat two-way avec les Bucks de Milwaukee pour la saison à venir.
Le 3 février 2021, Mason signe un contrat two-way avec le Magic d'Orlando jusqu'à la fin de la saison en cours. Le 16 février 2021, il est coupé.
En janvier 2023, il signe jusqu'à la fin de la saison de Betclic Élite au club du SLUC Nancy, en France. Il prolonge d'une saison en juin 2023. À partir de janvier 2024, il est blessé à la cheville puis à la main ce qui agace l'entraîneur du SLUC. Mason et le SLUC rompent le contrat qui les unit en avril 2024. En Aout 2025 il signe au Limoges CSP

## Palmarès
- MVP de la NBA G League 2019-2020
- 3e place au championnat des Amériques 2022

## Records sur une rencontre en NBA
Les records personnels de Frank Mason en NBA sont les suivants, :
| Type de statistique        | Saison régulière | Saison régulière         | Saison régulière | Playoffs | Playoffs        | Playoffs     |
| Type de statistique        | Record           | Adversaire               | Date             | Record   | Adversaire      | Date         |
| -------------------------- | ---------------- | ------------------------ | ---------------- | -------- | --------------- | ------------ |
| Points                     | 19               | @ Wizards de Washington  | 11 août 2020     | -        | -               | -            |
| Paniers marqués            | 7                | 5 fois                   | 5 fois           | -        | -               | -            |
| Paniers tentés             | 13               | 5 fois                   | 5 fois           | -        | -               | -            |
| Paniers à 3 points réussis | 3                | 2 fois                   | 2 fois           | -        | -               | -            |
| Paniers à 3 points tentés  | 7                | Jazz de l'Utah           | 3 mars 2018      | -        | -               | -            |
| Lancers francs réussis     | 6                | 3 fois                   | 3 fois           | -        | -               | -            |
| Lancers francs tentés      | 10               | @ Cavaliers de Cleveland | 6 décembre 2017  | -        | -               | -            |
| Rebonds offensifs          | 4                | Magic d'Orlando          | 9 mars 2018      | -        | -               | -            |
| Rebonds défensifs          | 6                | 3 fois                   | 3 fois           | -        | -               | -            |
| Rebonds totaux             | 10               | Magic d'Orlando          | 9 mars 2018      | -        | -               | -            |
| Passes décisives           | 8                | 2 fois                   | 2 fois           | 1        | Magic d'Orlando | 18 août 2020 |
| Interceptions              | 4                | Jazz de l'Utah           | 3 mars 2018      | -        | -               | -            |
| Contres                    | 2                | @ 76ers de Philadelphie  | 19 décembre 2017 | -        | -               | -            |
| Balles perdues             | 5                | Magic d'Orlando          | 9 mars 2018      | -        | -               | -            |
| Minutes jouées             | 34               | Suns de Phoenix          | 29 décembre 2017 | 2        | Heat de Miami   | 31 août 2020 |

- Double-double : 0
- Triple-double : 0

Dernière mise à jour : 6 novembre 2020